# NGC 3114
NGC 3114 ist die Bezeichnung eines offenen Sternhaufens im Sternbild Kiel des Schiffs. NGC 3114 hat eine scheinbare Helligkeit von 4,2 mag und einen Durchmesser von 35 Bogenminuten.
Entdeckt wurde das Objekt am 8. Mai 1826 von James Dunlop.